# 許國士
許國士（1578年—1642年），字良才，號養元，改號藎明，北直隸保定府祁州人，明朝政治人物。

## 生平
萬曆二十八年（1600年）庚子科順天鄉試舉人，天啓二年（1622年）壬戌科進士。吏部觀政，授掖縣知縣，五年（1625年）丁憂。七年（1627年）起為臨漳縣知縣，崇禎四年（1631年）升戶部貴州司主事，八年（1635年）升員外郎，同年出為鳳陽府知府，改調嚴州府知府，十四年（1641年）升山西按察司副使、分巡河東，十五年（1642年）升兩淮鹽運使。

## 家族
曾祖許友；祖父許廷獻；父許天胤。